# Scawfell-szigeti levélfarkú gekkó
A Scawfell-szigeti levélfarkú gekkó (Phyllurus fimbriatus) a hüllők (Reptilia) osztályának pikkelyes hüllők (Squamata) rendjébe, a gyíkok (Sauria) alrendjébe, azon belül a gekkófélék (Gekkonidae) családjába tartozó faj.

## Elterjedése

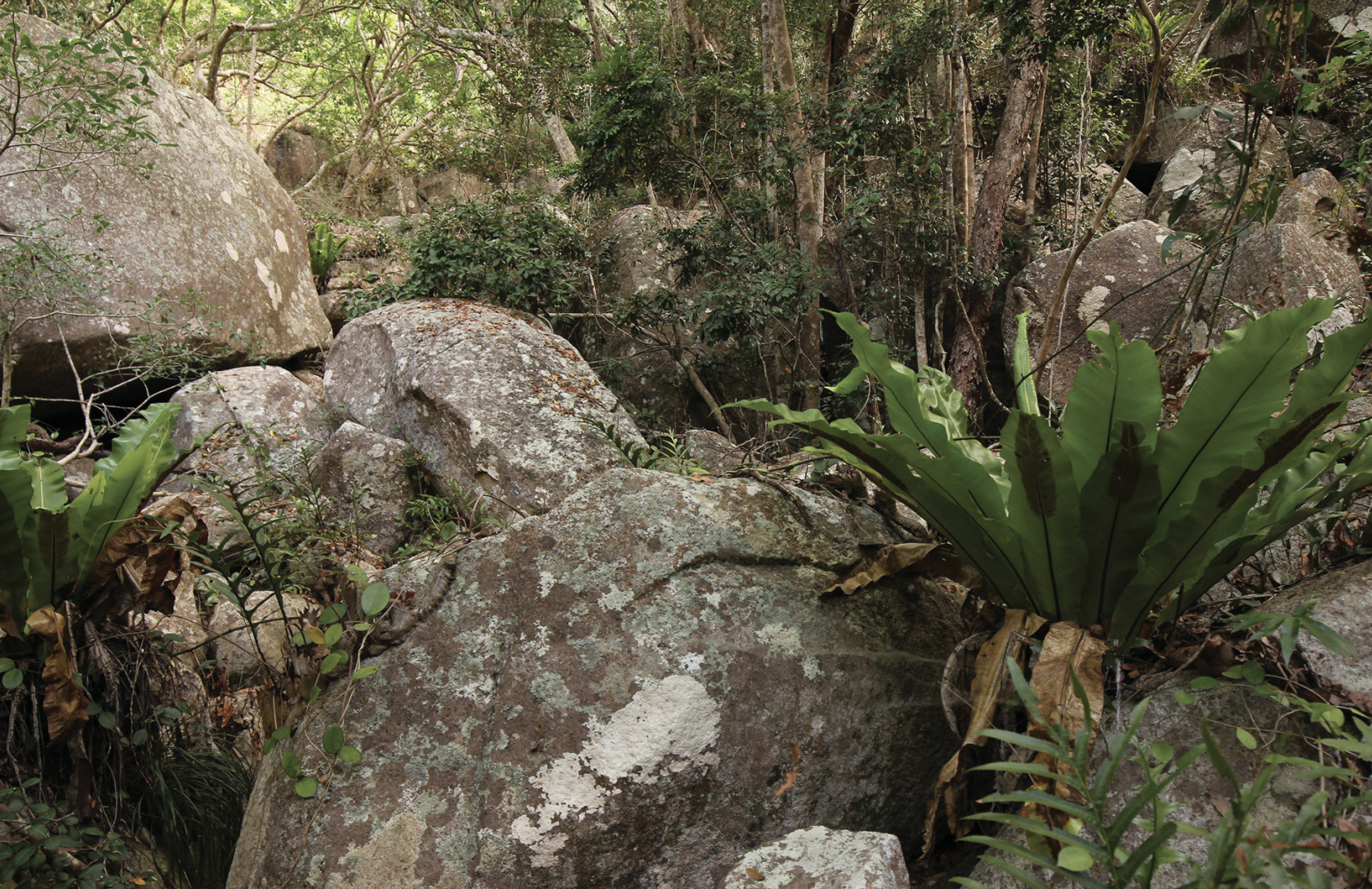
A gekkófaj természetes élőhelye

Ausztrália Queensland tagállámának északi oldalán elterülő egyik kis területén, a Mackay városhoz megközelítőleg 50 km-re elhelyezkedő a South Cumberland Islands Nemzeti Park részét alkotó Scawfell-szigeten őshonos. Élőhelye egy kevesebb mint egy négyzetkilométeres területen van, mert nem igazán kedveli a lakatlan sziget többi részén uralkodó forróságot. Egy fügefákkal, illetve páfrányokkal körbevett gránitsziklás övezetben, a sziget partjainak hegyoldali esőerdejében él.

## Megjelenése
Apró termete miatt kis sárkányra emlékeztet, orrától a farka végéig 15 centiméter hosszú. Apró fehér sávokkal ellátott falevél formájú farka körül kis tüskék találhatók, teste foltos kőzetre hasonlít, melynek segítségével beleolvad a környezetébe.

## Életmódja
Valószínűleg a nappali órákban a sziklák zugaiban talál menedéket a száraz hőség elől, és éjszaka előjön rejtekhelyéről, hogy kisebb állatokra vadászhasson. Húsevő állat, tápláléka rovarokból, pókokból és más kis gekkókból is állhat, melyeket éjjel zsákmányol. A fajra potenciális veszély néz a tűzvészek, az éghajlatváltozás, az orvvadászat és az inváziós fajok jelentette konkurencia folytán.

## Felfedezése
A faj 2023-ban került felfedezésre Conrad Hoskin ökológus professzor által, aki a kutatása során a természetes élőhelyén 30 példányt is látott. A faj a Phyllurus fimbriatus tudományos nevet kapta felfedezőjétől (a latin fiambriatus szó magyarra fordítva rojtost jelent) a tüskés farkára utalva.